# Anton Mitterwurzer (Sänger)

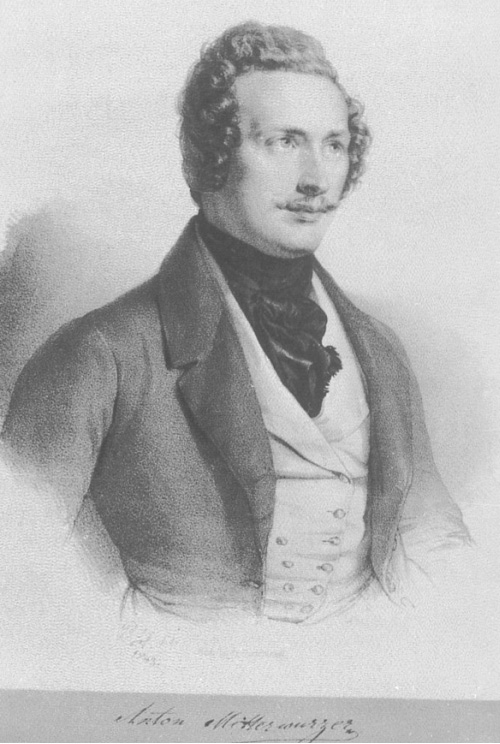
Anton Mitterwurzer

Anton M. Mitterwurzer (12. April 1818 in Sterzing, Kaisertum Österreich – 2. April 1876 in Döbling, Österreich-Ungarn) war ein österreichischer Opernsänger (Bariton) und Theaterschauspieler.

## Leben
Mitterwurzer kam im Alter von 6 Jahren nach Wien und wurde dort von seinem Onkel, dem Komponisten Johann Gänsbacher, später auf dem Konservatorium in der Musik unterrichtet. Nach seiner Rückkehr in die Heimat sang er, durch einen Zufall dazu veranlasst, am 13. März 1836 in Innsbruck den „Kapitän Johann“ („Die Falschmünzer“) und ließ sich durch den Erfolg veranlasst dazu bestimmen, im September Mitglied des Innsbrucker Theaters zu werden. 1838 spielte er bei einer reisenden Gesellschaft Liebhaberrollen, gastierte auf Franz Ignaz von Holbeins Veranlassung im folgenden Jahre in Hannover und ging von hier nach Dresden, wo er nach seinem Auftreten als Jäger im „Nachtlager von Granada“ engagiert wurde. Er gehörte vom 1. Mai 1839 bis zu seinem Rücktritt von der Bühne im Jahr 1870 dem dortigen Hoftheater an, das ihn zu seinen hervorragendsten Kräften zählte. Mitterwurzer besaß neben einer vorzüglichen musikalischen Veranlagung und Ausbildung, welch letztere Johann Aloys Miksch in Dresden vollendet hatte, ein großes schauspielerisches Talent. Die Baritonpartien in den Opern Glucks, Marschners und Wagners gehörten zu seinen trefflichsten Leistungen, namentlich rühmten Kenner seinen „Wolfram“, „Telramund“, „Hans Sachs“ und fliegenden Holländer, bezeugten aber auch die Vortrefflichkeit seines „Don Juan“, „Tell“, „Pizarro“ („Fidelio“) etc. 
Die letzten Lebensjahre war er in einer Irrenanstalt in Wien. Mitterwurzer ist der Vater von Friedrich Mitterwurzer, der aus der 1841 eingegangenen Ehe mit der Schauspielerin Anna Herold hervorgegangen ist. Letztere gehörte 1829 dem Dresdner Hoftheater an und wurde zu Basel geboren.